# Zețarilor
Zețarilor este un terminal, capăt de linie, al liniilor de tramvai 4, 8 și 23. Terminalul se află la intersecția Prelungirii Ferentari cu Str. Zețari, sectorul 5.